# AZS AWF II Poznań (piłka siatkowa kobiet)
AZS AWF II Poznań – polska kobieca akademicka drużyna siatkarska, będąca sekcją klubu sportowego AZS-AWF Poznań, działającego przy Akademii Wychowania Fizycznego im. Eugeniusza Piaseckiego w Poznaniu.